# 俾斯麦山脉
俾斯麦山脉（Bismarck Range）是巴布亚新几内亚的一座山脉，位于巴国中部，名称源自时任德意志帝国宰相奥托·冯·俾斯麦，历史上1880年代到1914年被德国殖民统治的时期。 
山脉最高峰是海拔4,509米的威廉山。
5°30′S 144°45′E / 5.500°S 144.750°E